# Reinhard Jaspert
Reinhard Richard Jaspert (* 16. Juli 1904 in Frankfurt am Main; † 6. Juni 1989 in Berlin) war ein deutscher Verleger.

## Leben

### Familie und Ausbildung
Der evangelisch getaufte, gebürtige Frankfurter Reinhard Jaspert, Sohn des Pädagogen und Begründers des Kinderdorfes Wegscheide August Jaspert sowie der Anna, geborene Waldmann, absolvierte nach dem Gymnasiumsbesuch eine Bankausbildung. Reinhard Jaspert heiratete im Jahr 1930 Marianne, geborene Braun. Der Ehe entstammte ein Kind. Er starb im Jahre 1989 im Alter von 84 Jahren in Berlin. Er war der ältere Bruder des Journalisten und Schriftstellers Werner Jaspert.

### Beruflicher Werdegang
Reinhard Jaspert war nach Abschluss seiner Berufsausbildung als Bankbeamter angestellt, 1925 übernahm er eine Tätigkeit als Verlagsbuchhändler. In den Jahren 1952 bis 1955 führte Jaspert den Vorsitz der Berliner Verleger- und Buchhändlervereinigung. Von 1956 bis 1959 stand er dem Börsenverein des Deutschen Buchhandels vor. Reinhard Jaspert fungierte des Weiteren seit 1952 als Aufsichtsratsmitglied der Korporation Berliner Buchhändler und als Mitglied der Sachverständigenkammer für Werke der Literatur und der Tonkunst sowie als Geschäftsführer der Reit- und Springschule Deutschlandhalle Berlin. Reinhard Jaspert war seit 1953 im Kuratorium für den Friedenspreis des Deutschen Buchhandels vertreten.
Reinhard Jaspert, der die Leitung des Safari-Verlags innehatte, trat insbesondere als Herausgeber populärwissenschaftlicher und naturkundlicher Werke sowie von Kunstbänden hervor. Er erhielt die Friedrich Perthes-Medaille und bekam 1959 das Große Bundesverdienstkreuz verliehen.

## Publikationen

### Autor
- zusammen mit Heinrich Hauser: Kanada : Zukunftsland im Norden : 106 Abbildungen, 8 Karten. Safari-Verlag, Berlin, 1941
- Die deutsche Romantik. Safari-Verlag, Berlin, 1949

### Herausgeber
- Die Kultur der Renaissance in Italien. Vollständige Textausgabe mit einem Anhang aus der Kunst der Renaissance auf 80 Tiefdrucktafeln. Safari-Verlag, Berlin, 1941
- Raffael. Safari-Verlag, Berlin, 1941
- Geschichte der Kunst des Altertums. Safari-Verlag, Berlin, 1942
- Rubens. Eine Rubens-Monographie. Zugleich eine Ästhetik der Barockmalerei. Safari-Verlag, Berlin, 1942
- Michelangelo: Sein Leben in Geschichte und Kultur seiner Zeit: Der Blütezeit der Kunst in Florenz und Rom. Safari-Verlag, Berlin, 1943
- Troja, Ithaka, Mykenae. Safari-Verlag, Berlin, 1943
- Lyrik der Welt : Deutschland. Safari-Verlag, Berlin, 1947
- Thomas Carlyle, Die Französische Revolution. Safari-Verlag, Berlin, 1948
- zusammen mit Karl Scheffler: Venezianische Malerei. Safari-Verlag, Berlin, 1949
- Die Welt des Wissens. Safari-Verlag, Berlin, 1950 ff. (bis 1968 72 Bände)
- Griechische Kultur. Safari-Verlag, Berlin, 1950
- Gedanken und Erinnerungen von Otto Fürst von Bismarck. Reden und Briefe, Mit einer Einführung von Theodor Heuss. Mit 48 Tafeln in Kupfertiefdruck. Safari-Verlag, Berlin, 1951
- Architektur. Handbuch Moderner Architektur. Safari-Verlag, Berlin, 1957
- Humboldt, Südamerikanische Reise. Safari-Verlag, 1967